# Grand Slam of Darts 2021
De Grand Slam of Darts 2021, ook bekend onder de naam Cazoo Grand Slam of Darts vanwege de sponsor Cazoo, was de vijftiende editie van de Grand Slam of Darts georganiseerd door de PDC. Het toernooi werd gehouden van 13 tot en met 21 november in de Aldersley Leisure Village, Wolverhampton. De Portugees José de Sousa was de titelverdediger. Welshman Gerwyn Price wist het toernooi te winnen door in de finale Peter Wright te verslaan.
Na de ontbinding van de British Darts Organisation in 2020 was er voor het eerst in de geschiedenis van het evenement geen BDO/WDF-vertegenwoordiging.

## Prijzengeld
Het prijzengeld bedroeg evenals in 2019 £ 550,000. De winnaar kreeg £ 125,000.
| Plaats (aantal spelers) | Plaats (aantal spelers) | Prijzengeld (Totaal: £ 550,000) |
| ----------------------- | ----------------------- | ------------------------------- |
| Winnaar                 | (1)                     | £ 125.000                       |
| Runner-up               | (1)                     | £ 65.000                        |
| Halvefinalisten         | (2)                     | £ 40.000                        |
| Kwartfinalisten         | (4)                     | £ 20.000                        |
| Laatste 16              | (8)                     | £ 10.000                        |
| Groepswinnaar bonus     | (8)                     | £ 3.500                         |
| Derde in groep          | (8)                     | £ 7.500                         |
| Vierde in groep         | (8)                     | £ 4.000                         |

## Kwalificatie
De kwalificatiecriteria veranderden opnieuw voor het toernooi van 2021, aangezien er geen Zomer-, Herfst- of Winter Series-evenementen waren, evenals geen Home Tour en geen BDO-evenementen, nadat de organisatie in 2020 was opgeheven. Door de toevoeging van kwalificatietoernooien van de PDC Challenge en Development Tours werd de BDO-vertegenwoordiging voor het eerst in de geschiedenis van het evenement geschrapt.
De gekwalificeerden waren (tot en met 19 oktober 2021):

### Kwalificatie
Opmerking: Schuingedrukte spelers waren al gekwalificeerd
| PDC Hoofdtoernooien          | PDC Hoofdtoernooien | PDC Hoofdtoernooien | PDC Hoofdtoernooien                  | PDC Hoofdtoernooien | PDC Hoofdtoernooien |
| Toernooi                     | Jaar                | Positie             | Speler                               | | Gekwalificeerd      |
| ---------------------------- | ------------------- | ------------------- | ------------------------------------ | --- | ------------------- |
| PDC World Darts Championship | 2021                | Winnaar             | Gerwyn Price                         | Gerwyn Price José de Sousa Jonny Clayton Peter Wright James Wade Rob Cross Michael van Gerwen John Henderson Gary Anderson Dimitri Van den Bergh Mervyn King Luke Humphries Mensur Suljović Rowby-John Rodriguez |                     |
| Grand Slam of Darts          | 2020                | Winnaar             | José de Sousa                        | Gerwyn Price José de Sousa Jonny Clayton Peter Wright James Wade Rob Cross Michael van Gerwen John Henderson Gary Anderson Dimitri Van den Bergh Mervyn King Luke Humphries Mensur Suljović Rowby-John Rodriguez |                     |
| Premier League Darts         | 2021                | Winnaar             | Jonny Clayton                        | Gerwyn Price José de Sousa Jonny Clayton Peter Wright James Wade Rob Cross Michael van Gerwen John Henderson Gary Anderson Dimitri Van den Bergh Mervyn King Luke Humphries Mensur Suljović Rowby-John Rodriguez |                     |
| World Matchplay              | 2021                | Winnaar             | Peter Wright                         | Gerwyn Price José de Sousa Jonny Clayton Peter Wright James Wade Rob Cross Michael van Gerwen John Henderson Gary Anderson Dimitri Van den Bergh Mervyn King Luke Humphries Mensur Suljović Rowby-John Rodriguez |                     |
| World Grand Prix             | 2021                | Winnaar             | Jonny Clayton                        | Gerwyn Price José de Sousa Jonny Clayton Peter Wright James Wade Rob Cross Michael van Gerwen John Henderson Gary Anderson Dimitri Van den Bergh Mervyn King Luke Humphries Mensur Suljović Rowby-John Rodriguez |                     |
| The Masters                  | 2021                | Winnaar             | Jonny Clayton                        | Gerwyn Price José de Sousa Jonny Clayton Peter Wright James Wade Rob Cross Michael van Gerwen John Henderson Gary Anderson Dimitri Van den Bergh Mervyn King Luke Humphries Mensur Suljović Rowby-John Rodriguez |                     |
| UK Open                      | 2021                | Winnaar             | James Wade                           | Gerwyn Price José de Sousa Jonny Clayton Peter Wright James Wade Rob Cross Michael van Gerwen John Henderson Gary Anderson Dimitri Van den Bergh Mervyn King Luke Humphries Mensur Suljović Rowby-John Rodriguez |                     |
| European Darts Championship  | 2021                | Winnaar             | Rob Cross                            | Gerwyn Price José de Sousa Jonny Clayton Peter Wright James Wade Rob Cross Michael van Gerwen John Henderson Gary Anderson Dimitri Van den Bergh Mervyn King Luke Humphries Mensur Suljović Rowby-John Rodriguez |                     |
| Players Championship Finals  | 2020                | Winnaar             | Michael van Gerwen                   | Gerwyn Price José de Sousa Jonny Clayton Peter Wright James Wade Rob Cross Michael van Gerwen John Henderson Gary Anderson Dimitri Van den Bergh Mervyn King Luke Humphries Mensur Suljović Rowby-John Rodriguez |                     |
| World Series of Darts Finals | 2021                | Winnaar             | Jonny Clayton                        | Gerwyn Price José de Sousa Jonny Clayton Peter Wright James Wade Rob Cross Michael van Gerwen John Henderson Gary Anderson Dimitri Van den Bergh Mervyn King Luke Humphries Mensur Suljović Rowby-John Rodriguez |                     |
| World Cup of Darts           | 2021                | Winnaars            | Peter Wright John Henderson          | Gerwyn Price José de Sousa Jonny Clayton Peter Wright James Wade Rob Cross Michael van Gerwen John Henderson Gary Anderson Dimitri Van den Bergh Mervyn King Luke Humphries Mensur Suljović Rowby-John Rodriguez |                     |
| PDC World Darts Championship | 2021                | Runner-up           | Gary Anderson                        | Gerwyn Price José de Sousa Jonny Clayton Peter Wright James Wade Rob Cross Michael van Gerwen John Henderson Gary Anderson Dimitri Van den Bergh Mervyn King Luke Humphries Mensur Suljović Rowby-John Rodriguez |                     |
| Grand Slam of Darts          | 2020                | Runner-up           | James Wade                           | Gerwyn Price José de Sousa Jonny Clayton Peter Wright James Wade Rob Cross Michael van Gerwen John Henderson Gary Anderson Dimitri Van den Bergh Mervyn King Luke Humphries Mensur Suljović Rowby-John Rodriguez |                     |
| Premier League Darts         | 2021                | Runner-up           | José de Sousa                        | Gerwyn Price José de Sousa Jonny Clayton Peter Wright James Wade Rob Cross Michael van Gerwen John Henderson Gary Anderson Dimitri Van den Bergh Mervyn King Luke Humphries Mensur Suljović Rowby-John Rodriguez |                     |
| World Matchplay              | 2021                | Runner-up           | Dimitri Van den Bergh                | Gerwyn Price José de Sousa Jonny Clayton Peter Wright James Wade Rob Cross Michael van Gerwen John Henderson Gary Anderson Dimitri Van den Bergh Mervyn King Luke Humphries Mensur Suljović Rowby-John Rodriguez |                     |
| World Grand Prix             | 2021                | Runner-up           | Gerwyn Price                         | Gerwyn Price José de Sousa Jonny Clayton Peter Wright James Wade Rob Cross Michael van Gerwen John Henderson Gary Anderson Dimitri Van den Bergh Mervyn King Luke Humphries Mensur Suljović Rowby-John Rodriguez |                     |
| The Masters                  | 2021                | Runner-up           | Mervyn King                          | Gerwyn Price José de Sousa Jonny Clayton Peter Wright James Wade Rob Cross Michael van Gerwen John Henderson Gary Anderson Dimitri Van den Bergh Mervyn King Luke Humphries Mensur Suljović Rowby-John Rodriguez |                     |
| UK Open                      | 2021                | Runner-up           | Luke Humphries                       | Gerwyn Price José de Sousa Jonny Clayton Peter Wright James Wade Rob Cross Michael van Gerwen John Henderson Gary Anderson Dimitri Van den Bergh Mervyn King Luke Humphries Mensur Suljović Rowby-John Rodriguez |                     |
| European Darts Championship  | 2021                | Runner-up           | Michael van Gerwen                   | Gerwyn Price José de Sousa Jonny Clayton Peter Wright James Wade Rob Cross Michael van Gerwen John Henderson Gary Anderson Dimitri Van den Bergh Mervyn King Luke Humphries Mensur Suljović Rowby-John Rodriguez |                     |
| Players Championship Finals  | 2020                | Runner-up           | Mervyn King                          | Gerwyn Price José de Sousa Jonny Clayton Peter Wright James Wade Rob Cross Michael van Gerwen John Henderson Gary Anderson Dimitri Van den Bergh Mervyn King Luke Humphries Mensur Suljović Rowby-John Rodriguez |                     |
| World Series of Darts Finals | 2021                | Runner-up           | Dimitri Van den Bergh                | Gerwyn Price José de Sousa Jonny Clayton Peter Wright James Wade Rob Cross Michael van Gerwen John Henderson Gary Anderson Dimitri Van den Bergh Mervyn King Luke Humphries Mensur Suljović Rowby-John Rodriguez |                     |
| World Cup of Darts           | 2021                | Runners-up          | Mensur Suljović Rowby-John Rodriguez | Gerwyn Price José de Sousa Jonny Clayton Peter Wright James Wade Rob Cross Michael van Gerwen John Henderson Gary Anderson Dimitri Van den Bergh Mervyn King Luke Humphries Mensur Suljović Rowby-John Rodriguez |                     |

Als de lijst met gekwalificeerden van de hoofdtoernooien minder dan het vereiste aantal van 16 spelers opleverde, werd het veld gevuld met de reservelijsten. De eerste lijst bestond uit de winnaars van de European Tour-evenementen van 2021, waarin de winnaars op de einddatum worden gerangschikt op volgorde van de Order of Merit-positie.

#### PDC Pro Tour European Tour
| PDC Pro Tour European Tour | PDC Pro Tour European Tour | PDC Pro Tour European Tour | PDC Pro Tour European Tour | PDC Pro Tour European Tour | PDC Pro Tour European Tour |
| Toernooi                   | Jaar                       | Positie                    | Speler                     |                            | Gekwalificeerd             |
| -------------------------- | -------------------------- | -------------------------- | -------------------------- | -------------------------- | -------------------------- |
| Hungarian Darts Trophy     | 2021                       | Winnaar                    | Gerwyn Price               |                            |                            |
| Gibraltar Darts Trophy     | 2021                       | Winnaar                    | Gerwyn Price               |                            |                            |

Als er nog steeds niet genoeg gekwalificeerden waren nadat European Tour-evenementen werden toegevoegd, werden de winnaars van de Players Championships-evenementen 2021 toegevoegd, eerst in het aantal gewonnen Players Championship-evenementen en vervolgens volgens de Order of Merit-ranglijst.

#### PDC Pro Tour Players Championships
| Players Championship 1  | Winnaar | Joe Cullen            | Joe Cullen Michael Smith Chris Dobey |
| Players Championship 2  | Winnaar | Callan Rydz           | Joe Cullen Michael Smith Chris Dobey |
| Players Championship 3  | Winnaar | Raymond van Barneveld | Joe Cullen Michael Smith Chris Dobey |
| Players Championship 4  | Winnaar | Jonny Clayton         | Joe Cullen Michael Smith Chris Dobey |
| Players Championship 5  | Winnaar | Brendan Dolan         | Joe Cullen Michael Smith Chris Dobey |
| Players Championship 6  | Winnaar | Gerwyn Price          | Joe Cullen Michael Smith Chris Dobey |
| Players Championship 7  | Winnaar | Jonny Clayton         | Joe Cullen Michael Smith Chris Dobey |
| Players Championship 8  | Winnaar | Peter Wright          | Joe Cullen Michael Smith Chris Dobey |
| Players Championship 9  | Winnaar | José de Sousa         | Joe Cullen Michael Smith Chris Dobey |
| Players Championship 10 | Winnaar | Michael Smith         | Joe Cullen Michael Smith Chris Dobey |
| Players Championship 11 | Winnaar | Dirk van Duijvenbode  | Joe Cullen Michael Smith Chris Dobey |
| Players Championship 12 | Winnaar | Dimitri Van den Bergh | Joe Cullen Michael Smith Chris Dobey |
| Players Championship 13 | Winnaar | Joe Cullen            | Joe Cullen Michael Smith Chris Dobey |
| Players Championship 14 | Winnaar | José de Sousa         | Joe Cullen Michael Smith Chris Dobey |
| Players Championship 15 | Winnaar | José de Sousa         | Joe Cullen Michael Smith Chris Dobey |
| Players Championship 16 | Winnaar | Peter Wright          | Joe Cullen Michael Smith Chris Dobey |
| Players Championship 17 | Winnaar | Stephen Bunting       | Joe Cullen Michael Smith Chris Dobey |
| Players Championship 18 | Winnaar | Chris Dobey           | Joe Cullen Michael Smith Chris Dobey |
| Players Championship 19 | Winnaar | Ross Smith            | Joe Cullen Michael Smith Chris Dobey |
| Players Championship 20 | Winnaar | Peter Wright          | Joe Cullen Michael Smith Chris Dobey |
| Players Championship 21 | Winnaar | Gerwyn Price          | Joe Cullen Michael Smith Chris Dobey |
| Players Championship 22 | Winnaar | Ryan Searle           | Joe Cullen Michael Smith Chris Dobey |
| Players Championship 23 | Winnaar | Peter Wright          | Joe Cullen Michael Smith Chris Dobey |
| Players Championship 24 | Winnaar | Dimitri Van den Bergh | Joe Cullen Michael Smith Chris Dobey |
| Players Championship 25 | Winnaar | Callan Rydz           | Joe Cullen Michael Smith Chris Dobey |
| Players Championship 26 | Winnaar | Rob Cross             | Joe Cullen Michael Smith Chris Dobey |
| Players Championship 27 | Winnaar | Michael Smith         | Joe Cullen Michael Smith Chris Dobey |
| Players Championship 28 | Winnaar | Chris Dobey           | Joe Cullen Michael Smith Chris Dobey |
| Players Championship 29 | Winnaar | Michael van Gerwen    | Joe Cullen Michael Smith Chris Dobey |
| Players Championship 30 | Winnaar | Krzysztof Ratajski    | Joe Cullen Michael Smith Chris Dobey |

#### PDC Qualifiers
Acht spelers wisten zich te plaatsen via de Qualifier voor Tour Card houders op 5 november.
| - Mike De Decker - Gabriel Clemens - Stephen Bunting - Raymond van Barneveld - Martin Schindler - Ryan Joyce - Krzysztof Ratajski - Boris Krčmar |

Aanvullende Qualifiers
De winnaars van deze toernooien kwalificeerden zich ook voor het toernooi, in de plaats van de vroegere BDO/WDF-vertegenwoordiging.
| PDC Hoofdtoernooien           | PDC Hoofdtoernooien | PDC Hoofdtoernooien | PDC Hoofdtoernooien  | PDC Hoofdtoernooien                                                                                                  | PDC Hoofdtoernooien |
| Toernooi                      | Jaar                | Positie             | Speler               | | Gekwalificeerd      |
| ----------------------------- | ------------------- | ------------------- | -------------------- | --- | ------------------- |
| PDC World Youth Championship  | 2020                | Winnaar             | Bradley Brooks       | Bradley Brooks Joe Davis Jim Williams Matt Campbell Nathan Rafferty Rusty-Jake Rodriguez Fallon Sherrock Lisa Ashton |                     |
| PDC World Youth Championship  | 2020                | Runner-up           | Joe Davis            | Bradley Brooks Joe Davis Jim Williams Matt Campbell Nathan Rafferty Rusty-Jake Rodriguez Fallon Sherrock Lisa Ashton |                     |
| PDC UK Challenge Tour         | 2021                | Winnaar             | Jim Williams         | Bradley Brooks Joe Davis Jim Williams Matt Campbell Nathan Rafferty Rusty-Jake Rodriguez Fallon Sherrock Lisa Ashton |                     |
| PDC European Challenge Tour   | 2021                | Winnaar             | Matt Campbell        | Bradley Brooks Joe Davis Jim Williams Matt Campbell Nathan Rafferty Rusty-Jake Rodriguez Fallon Sherrock Lisa Ashton |                     |
| PDC UK Development Tour       | 2021                | Winnaar             | Nathan Rafferty      | Bradley Brooks Joe Davis Jim Williams Matt Campbell Nathan Rafferty Rusty-Jake Rodriguez Fallon Sherrock Lisa Ashton |                     |
| PDC European Development Tour | 2021                | Winnaar             | Rusty-Jake Rodriguez | Bradley Brooks Joe Davis Jim Williams Matt Campbell Nathan Rafferty Rusty-Jake Rodriguez Fallon Sherrock Lisa Ashton |                     |
| PDC Women's Series            | 2021                | Winnaar event 1-6   | Fallon Sherrock      | Bradley Brooks Joe Davis Jim Williams Matt Campbell Nathan Rafferty Rusty-Jake Rodriguez Fallon Sherrock Lisa Ashton |                     |
| PDC Women's Series            | 2021                | Winnaar event 7-12  | Lisa Ashton          | Bradley Brooks Joe Davis Jim Williams Matt Campbell Nathan Rafferty Rusty-Jake Rodriguez Fallon Sherrock Lisa Ashton |                     |

## Toernooioverzicht

### Potindeling
| Pot A | Pot B | Pot C | Pot D |
| --- | --- | --- | --- |
| Gerwyn Price (1) Peter Wright (2) Michael van Gerwen (3) James Wade (4) Chris Dobey José de Sousa (6) Gary Anderson (7) Jonny Clayton (8) | Michael Smith (10) Rob Cross (11) Krzysztof Ratajski (13) Joe Cullen (14) Stephen Bunting (15) Mervyn King (20) Gabriel Clemens (22) Luke Humphries (24) | Mensur Suljović (28) Ryan Joyce (42) John Henderson (46) Boris Krčmar (67) Mike De Decker (71) Martin Schindler (78) Raymond van Barneveld (79) Bradley Brooks (80) | Lisa Ashton (85) Rowby-John Rodriguez (95) Jim Williams (171) Matt Campbell Joe Davis Nathan Rafferty Fallon Sherrock Rusty-Jake Rodriguez (102) |

Chris Dobey verving Dimitri Van den Bergh, die moest afzeggen na een positieve COVID-test.

### Groepsfase

#### Groep A
| Datum   | Speler             | Gem.    | Score | Gem.     | Speler             |
| ------- | ------------------ | ------- | ----- | -------- | ------------------ |
| 13 nov. | Krzysztof Ratajski | (94.91) | 5 – 1 | (81.49)  | Martin Schindler   |
| 13 nov. | Gerwyn Price       | (99.05) | 5 – 4 | (95.18)  | Nathan Rafferty    |
| 14 nov. | Martin Schindler   | (90.22) | 2 – 5 | (89.32)  | Nathan Rafferty    |
| 14 nov. | Gerwyn Price       | (96.35) | 5 – 0 | (93.78)  | Krzysztof Ratajski |
| 15 nov. | Gerwyn Price       | (95.39) | 4 – 5 | (101.66) | Martin Schindler   |
| 15 nov. | Krzysztof Ratajski | (88.12) | 4 – 5 | (86.37)  | Nathan Rafferty    |

| Pos. | Speler             | Wedstrijden | Wedstrijden | Wedstrijden | Legs | Legs | Legs  | Punten |
| ---- | ------------------ | ----------- | ----------- | ----------- | ---- | ---- | ----- | ------ |
| Pos. | Speler             | G           | W           | V           | LV   | LT   | Saldo | Punten |
| 1    | Gerwyn Price       | 3           | 2           | 1           | 14   | 9    | +5    | 4      |
| 2    | Nathan Rafferty    | 3           | 2           | 1           | 14   | 11   | +3    | 4      |
| 3    | Krzysztof Ratajski | 3           | 1           | 2           | 9    | 11   | -2    | 2      |
| 4    | Martin Schindler   | 3           | 1           | 2           | 8    | 14   | -6    | 2      |

#### Groep B
| Datum   | Speler         | Gem.     | Score | Gem.     | Speler               |
| ------- | -------------- | -------- | ----- | -------- | -------------------- |
| 13 nov. | Mervyn King    | (80.28)  | 1 – 5 | (86.39)  | Bradley Brooks       |
| 13 nov. | Jonny Clayton  | (101.50) | 5 – 3 | (94.38)  | Rusty-Jake Rodriguez |
| 14 nov. | Mervyn King    | (99.95)  | 5 – 4 | (89.93)  | Rusty-Jake Rodriguez |
| 14 nov. | Jonny Clayton  | (103.43) | 5 – 3 | (95.72)  | Bradley Brooks       |
| 15 nov. | Bradley Brooks | (89.32)  | 5 – 3 | (86.47)  | Rusty-Jake Rodriguez |
| 15 nov. | Jonny Clayton  | (99.40)  | 5 – 4 | (101.73) | Mervyn King          |

| Pos. | Speler               | Wedstrijden | Wedstrijden | Wedstrijden | Legs | Legs | Legs  | Punten |
| ---- | -------------------- | ----------- | ----------- | ----------- | ---- | ---- | ----- | ------ |
| Pos. | Speler               | G           | W           | V           | LV   | LT   | Saldo | Punten |
| 1    | Jonny Clayton        | 3           | 3           | 0           | 15   | 10   | +5    | 6      |
| 2    | Bradley Brooks       | 3           | 2           | 1           | 13   | 9    | +4    | 4      |
| 3    | Mervyn King          | 3           | 1           | 2           | 10   | 14   | -4    | 2      |
| 4    | Rusty-Jake Rodriguez | 3           | 0           | 3           | 10   | 15   | -5    | 0      |

#### Groep C
| Datum   | Speler       | Gem.     | Score | Gem.     | Speler       |
| ------- | ------------ | -------- | ----- | -------- | ------------ |
| 13 nov. | James Wade   | (90.02)  | 4 – 5 | (90.97)  | Jim Williams |
| 13 nov. | Rob Cross    | (96.35)  | 5 – 0 | (87.27)  | Boris Krčmar |
| 14 nov. | James Wade   | (95.31)  | 5 – 2 | (90.81)  | Boris Krčmar |
| 14 nov. | Rob Cross    | (97.10)  | 5 – 3 | (93.79)  | Jim Williams |
| 15 nov. | Boris Krčmar | (87.59)  | 1 – 5 | (88.95)  | Jim Williams |
| 15 nov. | James Wade   | (112.98) | 5 – 2 | (101.00) | Rob Cross    |

| Pos. | Speler       | Wedstrijden | Wedstrijden | Wedstrijden | Legs | Legs | Legs  | Punten |
| ---- | ------------ | ----------- | ----------- | ----------- | ---- | ---- | ----- | ------ |
| Pos. | Speler       | G           | W           | V           | LV   | LT   | Saldo | Punten |
| 1    | James Wade   | 3           | 2           | 1           | 14   | 9    | +5    | 4      |
| 2    | Rob Cross    | 3           | 2           | 1           | 12   | 8    | +4    | 4      |
| 3    | Jim Williams | 3           | 2           | 1           | 13   | 10   | +3    | 4      |
| 4    | Boris Krčmar | 3           | 0           | 3           | 3    | 15   | -12   | 0      |

#### Groep D
| Datum   | Speler          | Gem.     | Score | Gem.     | Speler               |
| ------- | --------------- | -------- | ----- | -------- | -------------------- |
| 13 nov. | Stephen Bunting | (106.70) | 4 – 5 | (98.41)  | Ryan Joyce           |
| 13 nov. | Chris Dobey     | (90.05)  | 3 – 5 | (93.63)  | Rowby-John Rodriguez |
| 14 nov. | Chris Dobey     | (87.72)  | 3 – 5 | (92.40)  | Stephen Bunting      |
| 14 nov. | Ryan Joyce      | (108.11) | 5 – 1 | (101.08) | Rowby-John Rodriguez |
| 15 nov. | Chris Dobey     | (97.89)  | 5 – 3 | (89.03)  | Ryan Joyce           |
| 15 nov. | Stephen Bunting | (98.44)  | 1 – 5 | (104.63) | Rowby-John Rodriguez |

| Pos. | Speler               | Wedstrijden | Wedstrijden | Wedstrijden | Legs | Legs | Legs  | Punten |
| ---- | -------------------- | ----------- | ----------- | ----------- | ---- | ---- | ----- | ------ |
| Pos. | Speler               | G           | W           | V           | LV   | LT   | Saldo | Punten |
| 1    | Ryan Joyce           | 3           | 2           | 1           | 13   | 10   | +3    | 4      |
| 2    | Rowby-John Rodriguez | 3           | 2           | 1           | 11   | 9    | +2    | 4      |
| 3    | Chris Dobey          | 3           | 1           | 2           | 11   | 13   | -2    | 2      |
| 4    | Stephen Bunting      | 3           | 1           | 2           | 10   | 13   | -3    | 2      |

#### Groep E
| Datum   | Speler          | Gem.    | Score | Gem.     | Speler          |
| ------- | --------------- | ------- | ----- | -------- | --------------- |
| 13 nov. | Gabriel Clemens | (96.45) | 5 – 1 | (94.09)  | Mike De Decker  |
| 13 nov. | Peter Wright    | (96.45) | 5 – 1 | (90.55)  | Fallon Sherrock |
| 14 nov. | Mike De Decker  | (75.83) | 0 – 5 | (101.55) | Fallon Sherrock |
| 14 nov. | Peter Wright    | (91.62) | 4 – 5 | (98.29)  | Gabriel Clemens |
| 16 nov. | Peter Wright    | (88.41) | 5 – 0 | (78.07)  | Mike De Decker  |
| 16 nov. | Gabriel Clemens | (93.33) | 3 – 5 | (93.53)  | Fallon Sherrock |

| Pos. | Speler          | Wedstrijden | Wedstrijden | Wedstrijden | Legs | Legs | Legs  | Punten |
| ---- | --------------- | ----------- | ----------- | ----------- | ---- | ---- | ----- | ------ |
| Pos. | Speler          | G           | W           | V           | LV   | LT   | Saldo | Punten |
| 1    | Peter Wright    | 3           | 2           | 1           | 14   | 6    | +8    | 4      |
| 2    | Fallon Sherrock | 3           | 2           | 1           | 11   | 8    | +3    | 4      |
| 3    | Gabriel Clemens | 3           | 2           | 1           | 13   | 10   | +3    | 4      |
| 4    | Mike De Decker  | 3           | 0           | 3           | 1    | 15   | -14   | 0      |

#### Groep F
| Datum   | Speler          | Gem.     | Score | Gem.     | Speler          |
| ------- | --------------- | -------- | ----- | -------- | --------------- |
| 13 nov. | José de Sousa   | (95.81)  | 5 – 1 | (83.58)  | Matt Campbell   |
| 13 nov. | Luke Humphries  | (101.25) | 3 – 5 | (100.61) | Mensur Suljović |
| 14 nov. | Luke Humphries  | (87.85)  | 5 – 3 | (87.14)  | Matt Campbell   |
| 14 nov. | José de Sousa   | (92.34)  | 5 – 4 | (91.57)  | Mensur Suljović |
| 16 nov. | Mensur Suljović | (105.85) | 5 – 0 | (85.39)  | Matt Campbell   |
| 16 nov. | José de Sousa   | (90.02)  | 3 – 5 | (92.32)  | Luke Humphries  |

| Pos. | Speler          | Wedstrijden | Wedstrijden | Wedstrijden | Legs | Legs | Legs  | Punten |
| ---- | --------------- | ----------- | ----------- | ----------- | ---- | ---- | ----- | ------ |
| Pos. | Speler          | G           | W           | V           | LV   | LT   | Saldo | Punten |
| 1    | Mensur Suljović | 3           | 2           | 1           | 14   | 8    | +6    | 4      |
| 2    | José de Sousa   | 3           | 2           | 1           | 13   | 10   | +3    | 4      |
| 3    | Luke Humphries  | 3           | 2           | 1           | 13   | 11   | +2    | 4      |
| 4    | Matt Campbell   | 3           | 0           | 3           | 4    | 15   | -11   | 0      |

#### Groep G
| Datum   | Speler             | Gem.     | Score | Gem.    | Speler         |
| ------- | ------------------ | -------- | ----- | ------- | -------------- |
| 13 nov. | Michael van Gerwen | (105.85) | 5 – 0 | (87.96) | Lisa Ashton    |
| 13 nov. | Joe Cullen         | (98.88)  | 5 – 0 | (87.88) | John Henderson |
| 14 nov. | John Henderson     | (91.59)  | 5 – 2 | (89.05) | Lisa Ashton    |
| 14 nov. | Michael van Gerwen | (115.19) | 5 – 2 | (98.33) | Joe Cullen     |
| 16 nov. | Joe Cullen         | (93.80)  | 5 – 2 | (89.29) | Lisa Ashton    |
| 16 nov. | Michael van Gerwen | (93.94)  | 5 – 1 | (86.83) | John Henderson |

| Pos. | Speler             | Wedstrijden | Wedstrijden | Wedstrijden | Legs | Legs | Legs  | Punten |
| ---- | ------------------ | ----------- | ----------- | ----------- | ---- | ---- | ----- | ------ |
| Pos. | Speler             | G           | W           | V           | LV   | LT   | Saldo | Punten |
| 1    | Michael van Gerwen | 3           | 3           | 0           | 15   | 3    | +12   | 6      |
| 2    | Joe Cullen         | 3           | 2           | 1           | 12   | 7    | +5    | 4      |
| 3    | John Henderson     | 3           | 1           | 2           | 6    | 12   | -6    | 2      |
| 4    | Lisa Ashton        | 3           | 0           | 3           | 4    | 15   | -11   | 0      |

#### Groep H
| Datum   | Speler                | Gem.     | Score | Gem.    | Speler                |
| ------- | --------------------- | -------- | ----- | ------- | --------------------- |
| 13 nov. | Gary Anderson         | (82.39)  | 5 – 1 | (66.95) | Joe Davis             |
| 13 nov. | Michael Smith         | (100.43) | 5 – 4 | (96.48) | Raymond van Barneveld |
| 14 nov. | Raymond van Barneveld | (93.94)  | 5 – 0 | (73.04) | Joe Davis             |
| 14 nov. | Gary Anderson         | (94.49)  | 2 – 5 | (98.30) | Michael Smith         |
| 16 nov. | Michael Smith         | (87.38)  | 5 – 3 | (79.92) | Joe Davis             |
| 16 nov. | Gary Anderson         | (103.88) | 5 – 2 | (98.31) | Raymond van Barneveld |

| Pos. | Speler                | Wedstrijden | Wedstrijden | Wedstrijden | Legs | Legs | Legs  | Punten |
| ---- | --------------------- | ----------- | ----------- | ----------- | ---- | ---- | ----- | ------ |
| Pos. | Speler                | G           | W           | V           | LV   | LT   | Saldo | Punten |
| 1    | Michael Smith         | 3           | 3           | 0           | 15   | 9    | +6    | 6      |
| 2    | Gary Anderson         | 3           | 2           | 1           | 12   | 8    | +4    | 4      |
| 3    | Raymond van Barneveld | 3           | 1           | 2           | 11   | 10   | +1    | 2      |
| 4    | Joe Davis             | 3           | 0           | 2           | 4    | 15   | -11   | 0      |

### Knockout-fase
|  | Tweede ronde (best of 19 legs) 17–18 november | Tweede ronde (best of 19 legs) 17–18 november | Tweede ronde (best of 19 legs) 17–18 november |    |                        | Kwartfinale (best of 31 legs) 19-20 november | Kwartfinale (best of 31 legs) 19-20 november | Kwartfinale (best of 31 legs) 19-20 november |  |   | Halve finale (best of 31 legs) 21 november | Halve finale (best of 31 legs) 21 november | Halve finale (best of 31 legs) 21 november |  |   | Finale (best of 31 legs) 21 november | Finale (best of 31 legs) 21 november | Finale (best of 31 legs) 21 november |
|  |                                               |                                               |                                               |    |                        |                                              |                                              |                                              |  |   |                                            |                                            |                                            |  |   |                                      |                                      |                                      |
|  | A1                                            | Gerwyn Price (92.97)                          | 10                                            |    |                        |                                              |                                              |                                              |  |   |                                            |                                            |                                            |  |   |                                      |                                      |                                      |
|  | B2                                            | Bradley Brooks (88.35)                        | 8                                             |    |                        |                                              |                                              |                                              |  |   |                                            |                                            |                                            |  |   |                                      |                                      |                                      |
|  | B2                                            | Bradley Brooks (88.35)                        | 8                                             |    | 1                      | Gerwyn Price (98.11)                         | 16                                           |                                              |  |   |                                            |                                            |                                            |  |   |                                      |                                      |                                      |
|  |                                               |                                               |                                               |    | 1                      | Gerwyn Price (98.11)                         | 16                                           |                                              |  |   |                                            |                                            |                                            |  |   |                                      |                                      |                                      |
|  |                                               | 8                                             | Jonny Clayton (99.32)                         | 12 |                        |                                              |                                              |                                              |  |   |                                            |                                            |                                            |  |   |                                      |                                      |                                      |
|  | B1                                            | 8                                             | Jonny Clayton (99.32)                         | 12 | Jonny Clayton (104.30) | 10                                           |                                              |                                              |  |   |                                            |                                            |                                            |  |   |                                      |                                      |                                      |
|  | B1                                            |                                               |                                               |    | Jonny Clayton (104.30) | 10                                           |                                              |                                              |  |   |                                            |                                            |                                            |  |   |                                      |                                      |                                      |
|  | A2                                            | Nathan Rafferty (91.93)                       | 2                                             |    |                        |                                              |                                              |                                              |  |   |                                            |                                            |                                            |  |   |                                      |                                      |                                      |
|  | A2                                            | Nathan Rafferty (91.93)                       | 2                                             |    |                        |                                              |                                              |                                              |  | 1 | Gerwyn Price (102.58)                      | 16                                         |                                            |  |   |                                      |                                      |                                      |
|  |                                               |                                               |                                               |    |                        |                                              |                                              |                                              |  | 1 | Gerwyn Price (102.58)                      | 16                                         |                                            |  |   |                                      |                                      |                                      |
|  |                                               | 4                                             | James Wade (94.52)                            | 9  |                        |                                              |                                              |                                              |  |   |                                            |                                            |                                            |  |   |                                      |                                      |                                      |
|  | C1                                            | 4                                             | James Wade (94.52)                            | 9  | James Wade (98.09)     | 10                                           |                                              |                                              |  |   |                                            |                                            |                                            |  |   |                                      |                                      |                                      |
|  | C1                                            |                                               |                                               |    | James Wade (98.09)     | 10                                           |                                              |                                              |  |   |                                            |                                            |                                            |  |   |                                      |                                      |                                      |
|  | D2                                            | Rowby-John Rodriguez (90.37)                  | 2                                             |    |                        |                                              |                                              |                                              |  |   |                                            |                                            |                                            |  |   |                                      |                                      |                                      |
|  | D2                                            | Rowby-John Rodriguez (90.37)                  | 2                                             |    | 4                      | James Wade (96.58)                           | 16                                           |                                              |  |   |                                            |                                            |                                            |  |   |                                      |                                      |                                      |
|  |                                               |                                               |                                               |    | 4                      | James Wade (96.58)                           | 16                                           |                                              |  |   |                                            |                                            |                                            |  |   |                                      |                                      |                                      |
|  |                                               |                                               | Rob Cross (96.17)                             | 14 |                        |                                              |                                              |                                              |  |   |                                            |                                            |                                            |  |   |                                      |                                      |                                      |
|  | D1                                            | Ryan Joyce (95.04)                            | Rob Cross (96.17)                             | 14 | 4                      |                                              |                                              |                                              |  |   |                                            |                                            |                                            |  |   |                                      |                                      |                                      |
|  | D1                                            | Ryan Joyce (95.04)                            |                                               |    | 4                      |                                              |                                              |                                              |  |   |                                            |                                            |                                            |  |   |                                      |                                      |                                      |
|  | C2                                            | Rob Cross (102.91)                            | 10                                            |    |                        |                                              |                                              |                                              |  |   |                                            |                                            |                                            |  |   |                                      |                                      |                                      |
|  | C2                                            | Rob Cross (102.91)                            | 10                                            |    |                        |                                              |                                              |                                              |  |   |                                            |                                            |                                            |  | 1 | Gerwyn Price 103.90                  | 16                                   |                                      |
|  |                                               |                                               |                                               |    |                        |                                              |                                              |                                              |  |   |                                            |                                            |                                            |  | 1 | Gerwyn Price 103.90                  | 16                                   |                                      |
|  |                                               | 2                                             | Peter Wright 91.51                            | 8  |                        |                                              |                                              |                                              |  |   |                                            |                                            |                                            |  |   |                                      |                                      |                                      |
|  | E1                                            | 2                                             | Peter Wright 91.51                            | 8  | Peter Wright (90.41)   | 10                                           |                                              |                                              |  |   |                                            |                                            |                                            |  |   |                                      |                                      |                                      |
|  | E1                                            |                                               |                                               |    | Peter Wright (90.41)   | 10                                           |                                              |                                              |  |   |                                            |                                            |                                            |  |   |                                      |                                      |                                      |
|  | F2                                            | José de Sousa (93.21)                         | 9                                             |    |                        |                                              |                                              |                                              |  |   |                                            |                                            |                                            |  |   |                                      |                                      |                                      |
|  | F2                                            | José de Sousa (93.21)                         | 9                                             |    | 2                      | Peter Wright (98.80)                         | 16                                           |                                              |  |   |                                            |                                            |                                            |  |   |                                      |                                      |                                      |
|  |                                               |                                               |                                               |    | 2                      | Peter Wright (98.80)                         | 16                                           |                                              |  |   |                                            |                                            |                                            |  |   |                                      |                                      |                                      |
|  |                                               |                                               | Fallon Sherrock (98.42)                       | 13 |                        |                                              |                                              |                                              |  |   |                                            |                                            |                                            |  |   |                                      |                                      |                                      |
|  | F1                                            | Mensur Suljović (84.18)                       | Fallon Sherrock (98.42)                       | 13 | 5                      |                                              |                                              |                                              |  |   |                                            |                                            |                                            |  |   |                                      |                                      |                                      |
|  | F1                                            | Mensur Suljović (84.18)                       |                                               |    | 5                      |                                              |                                              |                                              |  |   |                                            |                                            |                                            |  |   |                                      |                                      |                                      |
|  | E2                                            | Fallon Sherrock (90.58)                       | 10                                            |    |                        |                                              |                                              |                                              |  |   |                                            |                                            |                                            |  |   |                                      |                                      |                                      |
|  | E2                                            | Fallon Sherrock (90.58)                       | 10                                            |    |                        |                                              |                                              |                                              |  | 2 | Peter Wright (100.70)                      | 16                                         |                                            |  |   |                                      |                                      |                                      |
|  |                                               |                                               |                                               |    |                        |                                              |                                              |                                              |  | 2 | Peter Wright (100.70)                      | 16                                         |                                            |  |   |                                      |                                      |                                      |
|  |                                               |                                               | Michael Smith (96.59)                         | 12 |                        |                                              |                                              |                                              |  |   |                                            |                                            |                                            |  |   |                                      |                                      |                                      |
|  | G1                                            | Michael van Gerwen (100.43)                   | Michael Smith (96.59)                         | 12 | 10                     |                                              |                                              |                                              |  |   |                                            |                                            |                                            |  |   |                                      |                                      |                                      |
|  | G1                                            | Michael van Gerwen (100.43)                   |                                               |    | 10                     |                                              |                                              |                                              |  |   |                                            |                                            |                                            |  |   |                                      |                                      |                                      |
|  | H2                                            | Gary Anderson (100.68)                        | 8                                             |    |                        |                                              |                                              |                                              |  |   |                                            |                                            |                                            |  |   |                                      |                                      |                                      |
|  | H2                                            | Gary Anderson (100.68)                        | 8                                             |    | 3                      | Michael van Gerwen (97.44)                   | 13                                           |                                              |  |   |                                            |                                            |                                            |  |   |                                      |                                      |                                      |
|  |                                               |                                               |                                               |    | 3                      | Michael van Gerwen (97.44)                   | 13                                           |                                              |  |   |                                            |                                            |                                            |  |   |                                      |                                      |                                      |
|  |                                               |                                               | Michael Smith (98.70)                         | 16 |                        |                                              |                                              |                                              |  |   |                                            |                                            |                                            |  |   |                                      |                                      |                                      |
|  | H1                                            | Michael Smith (95.13)                         | Michael Smith (98.70)                         | 16 | 10                     |                                              |                                              |                                              |  |   |                                            |                                            |                                            |  |   |                                      |                                      |                                      |
|  | H1                                            | Michael Smith (95.13)                         |                                               |    | 10                     |                                              |                                              |                                              |  |   |                                            |                                            |                                            |  |   |                                      |                                      |                                      |
|  | G2                                            | Joe Cullen (92.04)                            | 5                                             |    |                        |                                              |                                              |                                              |  |   |                                            |                                            |                                            |  |   |                                      |                                      |                                      |

2007 · 2008 · 2009 · 2010 · 2011 · 2012 · 2013 · 2014 · 2015 · 2016 · 2017 · 2018 · 2019 · 2020 · 2021 · 2022 · 2023 · 2024 · 2025